# Gianni Milano
Giovanni Battista Milano, noto come Gianni Milano, (Mombercelli, 14 giugno 1938 – Torino, 5 febbraio 2025), è stato un poeta e pedagogista italiano.

## Biografia
Autore di diverse antologie poetiche e di saggi pubblicati su riviste pedagogiche, ha lavorato per quarant'anni come insegnante con bambini e adolescenti, conducendo, all'interno dell'istituzione scolastica, esperienze alternative e anticonformiste. In sintonia con le istanze educative del pedagogista francese Célestin Freinet, è tra i fondatori a Torino del MCE, Movimento di Cooperazione Educativa. Negli anni sessanta è stato una delle voci del movimento beat italiano.
Durante gli anni del movimento underground pubblica Off Limits (1966), Guru (1967), Prana (1968), King Kong (1973), Uomo Nudo (Tampax, 1975). È tra i fondatori della Pitecantropus Editrice. Una sua intervista, all'uscita della scuola elementare in cui insegnava, è inserita nel documentario di Lino del Fra Come favolosi fuochi d'artificio (prod. Istituto Luce, 1967), dove viene definito "il maestro capellone".
Nel 1967 viene denunciato "per scritti contrari alla pubblica decenza", in riferimento ai testi di Guru (Pitecantropus, Torino 1967). Il processo durato alcuni mesi, creò un notevole clamore sui media nazionali e si concluse con la piena assoluzione dell'imputato. Tra i testimoni a favore di Milano: Fernanda Pivano, il critico d'arte Giulio Carlo Argan e il giornalista Piero Novelli.
Collabora alla rivista "Pianeta Fresco" (edita dalla East 128) diretta da Fernanda Pivano e in occasione del n.2/3 (Milano, 1968) scrive un lungo saggio sul Buddismo, intitolato "Om Mani Padme Hum" (dedicato ad Allen Ginsberg).
Nell'estate del 1968 si affianca alla comunità teatrale "Lo Zoo" creata dall'artista Michelangelo Pistoletto e partecipa ad alcune performance di strada della pièce
L'Uomo Ammaestrato.
Nel 1969 partecipa con alcune poesie inedite a Hip, foglio di controcultura allegato al periodico Ciao 2001 a cui collaboravano anche altri noti personaggi della scena beat italiana, tra cui Aldo Piromalli e Carlo Silvestro.
Tra il 1969 e il 1974 collabora alla rivista psichedelica Paria.
Nel 1971 scrive i testi per il numero 3 di Puzz, dedicato alla memoria di tutti i bambini violentati e uccisi da preti, generali, politici e genitori, con i disegni di Max Capa.
Per tre anni, dal 1976 al 1979 conduce Papà di Alice, un programma per bambini trasmesso da Radio Torino Alternativa.
Nel 1998 pubblica nella collana "millelire" dell'editrice romana Stampa Alternativa un'autobiografia dal titolo Il Maestro e le Margherite.
Nel 1999, prodotto da Giulio Tedeschi per Toast Records, viene pubblicato su CD/Audio Uomo Nudo, con testo letto dall'autore e musiche interpretate dal gruppo neo-psichedelico No Strange.
Insieme allo scrittore e giornalista Luigi Bairo cura Capitan Nuvola (2001, Stampa Alternativa), un manuale di pedagogia alternativa e Mi hanno allevato gli Indiani (2003, Edizioni Sonda) ispirato al filosofo nativo canadese della nazione Odawa Wilfred Pelletier.
Collabora con la band di rock italiano Timoria in occasione di "El Topo Happening" (17 dicembre 2001 al Leoncavallo di Milano) a cui partecipa con una performance live particolarmente visionaria.
Nel 2001 decide di mettere a disposizione di Giulio Tedeschi il suo archivio personale (dal 1965 in avanti), per supportare un futuro, vasto lavoro di ricerca antologica. Nel giugno del 2009 viene pubblicata dallo stesso Tedeschi, in edizione privata e limitata, una prima raccolta di testi sparsi (1965/1968) intitolata Un Beat con le Ali.
Nel 2025 vede la luce L'alfabeto e i giorni. Avventure tribali alle elementari, una cronaca pedagogica rimasta a lungo nei cassetti di Milano. Il volume racconta un anno scolastico di una quinta elementare della seconda metà degli anni Settanta. «Questo libro non è un arido manuale, bensì un viaggio on the road che pulsa di vita e di scoperte. Un anno intero trascorso in sella alla bicicletta, ma non solo, insieme a un gruppo di giovani esploratori, dove i veri protagonisti sono la libertà espressiva che germoglia senza costrizioni, la comunicazione che abbatte le barriere tra adulto e bambino, l'ascolto che valorizza ogni singola voce, l'esplorazione curiosa del mondo e la gioia della scoperta che accende la scintilla dell'apprendimento».

## Opere principali
- Guru (Pitecantropus, Torino 1967)
- Prana (Pitecantropus, Torino 1968)
- King Kong (Cooperativa Elettrika, Torino 1973)
- Uomo Nudo (Tampax, Torino 1975)
- Ai tre violini (Forum/Quinta Generazione, Forlì, 1988)
- Omaggio alla nuova sposa (Edizione privata, Torino, 1996)
- Il Maestro e le Margherite, (Millelire, Stampa Alternativa, Roma 1996)
- Capitan Nuvola. Abecedario Libertario, in collaborazione con Luigi Bairo (Stampa Alternativa, Roma 2001)
- Mi hanno allevato gli Indiani , in collaborazione con Luigi Bairo Edizioni Sonda, Alba 2003)
- Uomo Nudo (Terre Alte, Roma, 2010) edizione speciale curata per la rassegna “To Beat Parej” (Torino 8 dicembre 2010)
- Non costerò un centesimo (Autoproduzioni Fenix, 2019)
- L'alfabeto e i giorni: avventure tribali alle elementari (El Doctor Sax, Valencia, 2025)
- Il respiro del drago. Prose e poesie di resistenza (Edizioni del Faro, Trento, 2025)

### Raccolte
- Un Beat con le Ali, poesie sparse 1965/1968 (Tedeschi/Il Mio Libro, Roma 2009), selezione a cura di Giulio Tedeschi, introduzione di Poppi Ranchetti, note di copertina di Giulio Tedeschi

### Antologie (estratto)
- 1968-1978, dieci anni di nuova poesia italiana a cura di Giulio Tedeschi, in Camion n. 1, Torino 1980
- Sierra Bonita a cura di Giulio Tedeschi, allegata alla compilation Oracolo (Toast Records, Torino 1988)
- I figli dello stupore. La beat generation italiana a cura di Alessandro Manca (libro) e di Francesco Tabarelli (Dvd), Sirio, 2018
- Uccello nel guscio. La letteratura beat italiana a cura di Alessandro Manca, La nuova carne, 2024

### Interventi (estratto)
- Breve dizionario dell'underground, contenuto in 1965/1975. Un decennio underground. L'editoria "alternativa" a Torino e in Piemonte, tesi di laurea discussa presso l'università degli Studi di Torino, Facoltà di lettere e Filosofia, Corso di Laurea Specialistica in Storia, relatore prof. Giovanni De Luna, autore Tomaso Clavarino, anno accademico 2009/2010

- "Vapori africani", Postfazione a "Il paradiso delle Urì" di Andrea D'Anna, Strade Bianche di Stampa Alternativa, 2020, a cura di Alessandro Manca http://www.stradebianchelibri.com/danna-andrea---il-paradiso-delle-uri.html

- Prefazione a "Uccello nel guscio. La letteratura beat italiana" (a cura di Alessandro Manca), La nuova carne, 2024

### Libri illustrati
- Avrei voluto giocare al pallone (Edizioni Mille, Torino, 2020), la storia di Luciano Domenico detto Undici, illustrato da Rudy Benedetti

### Libri pedagogia
- L'alfabeto e i giorni. Avventure tribali alle elementari (El Doctor Sax editore, Valencia, 2025) a cura di Alessandro Manca

### Discografia
- Uomo Nudo (Toast Records, Torino 1999) - CD/Audio - musica dei No Strange
- Uomo nudo performance live in Generazione senza vento dei Timoria (Polydor/Universal, 2003) - Doppio CD/Audio

Interviste
- Essere Beat a cura di Luigi Bairo
- Tutti in bici fino all'Isola delle Anguille a cura di Luigi Bairo